# 类螳科
类螳科（学名：Mantoididae）也称伪螳科、似螳科，是螳螂目下的一个属。

## 下级分类
本科包括以下属：
- 类螳属 Mantoida Newman, 1838，也称似螳属，约有12种。
- 副似螳属 Paramantoida Agudelo, 2014，1种Paramantoida amazonica，通常为深色，有类似某些黄蜂的白色斑点。
- 副似螳属 Pseudomantoida Schubnel & Nel, 2019
- 蜂似螳属 Vespamantoida Svenson & Rodrigues, 2019：2种，韦氏蜂螳 Vespamantoida wherleyi，类似于某些姬蜂。